# جون هويل (لاعب كرة قدم أمريكية)
جون هويل (بالإنجليزية: John Howell)‏ هو لاعب كرة قدم أمريكية أمريكي، ولد في 4 ديسمبر 1915، وتوفي في 28 يونيو 1946.